# Hermandad de los Dolores de Churriana (Málaga)
Hermandad de Nuestro Padre Jesús Nazareno del Paso, Nuestra Señora de los Dolores y San Antonio Abad, conocida como los Dolores de Churriana, es una Hermandad cofrade del barrio de Churriana en la ciudad de Málaga (Andalucía, España). Procesiona el Viernes de Dolores por las calles de su barrio durante la Semana Santa malagueña.

## Historia
Hasta el año 1989, las imágenes de Nuestro Padre Jesús Nazareno del Paso y Nuestra Señora de los Dolores constituían dos hermandades diferentes. Sabemos que la Hermandad del Dulce Nombre de Jesús Nazareno del Paso y Nuestra Señora del Rosario se funda sobre el año 1712, ocupándose de  los entierros y ánimas, como casi todas las del momento. Se cree que fue una fundación dominica. Años más tarde, en el siglo XIX, se funda la Hermandad de los Dolores.
En los sucesos de 1931, la imagen del Nazareno fue vejada, e incluso se le quiso cortar la cabeza con un hacha. El corte de hacha aun perdura en el cuello del Señor, ya que la hermandad decidió que la tala no se cubriera en su restauración.
Se sabe que en 1940 tuvo lugar una procesión de carácter parroquial el Viernes de Dolores. Ya en 1976 tras un periodo de languidez, se reactiva la actividad. Y posteriormente en 1989]tuvo lugar la fusión de ambas corporaciones dando lugar a la hermandad que actualmente conocemos.

## Imágenes Titulares
El Nazareno es una obra anónima del siglo XVIII. 
La Virgen también es una obra anónima del siglo XVIII, presentando las características de la escuela malagueña. Fue restaurada por Salvador Guzmán Moral.
San Antonio Abad es una obra anónima del siglo XX.

## Tronos
El trono del Cristo, de dimensiones reducidas, debido a la estrechez de la puerta parroquial, está tallado en madera del cedro real del Brasil. Se trata de una obra del malagueño Rafael Ruiz Liébana de 1999, y aún se encuentra en proceso de ejecución.
El Cristo procesiona con túnica de terciopelo burdeos, en ejecución, siendo procesionado por primera vez en el año 2010 y realizada por la bordadora malagueña María Felicitación Gaviero.
El trono de la Virgen también de Rafael Ruiz Liébana  y fue realizado entre 1980 y 1982 en madera de cedro, también de dimensiones reducidas. El cajillo está tallado en estilo barroco, decorado con ornamentación vegetal y cartelas con motivos procesionistas. El trono no tiene palio.
La Virgen de los Dolores procesiona con saya negra con bordados del siglo XIX, pasada por José Miguel Moreno y manto del mismo color, en ejecución, siendo procesionado por primera vez en el año 2010 bordado sobre terciopelo por la bordadora malagueña María Felicitación Gaviero. Corona obra realizada por Santos Campanarios (2000).
San Antonio Abad procesiona en un trono de orfebrería plateada de Santos Campanario del año 2005, iluminado por cuatro faroles del mismo material.

## Iconografía
Jesús cargando la cruz en el primer trono.
Dolorosa bajo palio en el segundo.

## Hábitos
Túnica ancha que se llevará ceñida y de cuatro a siete botones delante y tres en la manga, y capirote de color burdeos, si se integran en la sección del Señor; túnica y capirote negro, si se integran en la sección de la Virgen. En ambos casos, escapularios bordados, cíngulo estrecho para la túnica, zapatos y calcetín negro y guantes blancos, sin ningún distintivo. Ambas secciones llevarán capas en color hueso con la TAU bordada en hilo dorado.
Las túnicas de portadores serán en color burdeos, camisa blanca y corbata negra si se integran en la sección del Señor, y túnicas en color negro, camisa blanca y corbata negra si se integran en la
sección de la Virgen. En ambos casos, se utilizarán zapatos y calcetines negros y guantes blancos sin distinción alguna y ambas túnicas llevarán el escudo de la corporación bordado en hilo dorado.

## Sitio Web
- Más información: www.doloresdechurriana.esp.st